# Fontaine–Mazurs förmodanden
Inom matematiken är Fontaine–Mazurs förmodanden några förmodanden introducerade av Fontaine och  Mazur (1995) som handlar om när p-adiska representationer av Galoisgrupper av talkroppar kan konstrueras från representationer av étalekohomologigrupper av varieteter.